# Oya Aydoğan
Oya Aydoğan (Erzincan, 10 februari 1957 - 15 mei 2016) was een Turks actrice, televisiepresentatrice en model.

## Biografie
Aydoğan werd geboren in Erzincan, in het oosten van Turkije. Ze was het tweede kind van een alevitische familie. Op jonge leeftijd verhuisde haar familie naar Istanboel, waar ze in 1975 meedeed aan een schoonheidswedstrijd met de titel Alev Gün. In 1976 werd ze de winnaar van de “Cinema Artist Competition” van het tijdschrift Ses. In hetzelfde jaar kreeg ze een hoofdrol in de film Deli Şahin tegenover Cüneyt Arkın. In 1978 trad ze toe tot de cast van Neşeli Günler, geproduceerd door Ertem Eğilmez. Na de Turkse staatsgreep van 1980 nam ze deel aan films met Arabesk. In 1982 speelde ze het personage van Hüsniye in de film Yedi Bela Hüsnü tegenover Kemal Sunal. In de jaren tachtig werkte ze als zangeres in casino's. In 1986 produceerde ze samen met Emrah de film Merhamet. 
In 2011 zei ze dat ze Frans kon spreken met een gevorderd niveau en ook Engels kon verstaan. Bovendien noemde ze Türkan Şoray als haar jeugdicoon. Ze hielp ook actrice Fahriye Evcen aan het begin van haar carrière.

### Overlijden
Aydoğan leed aan een aorta-aneurysma en overleed op 15 mei 2016 op 59-jarige leeftijd in het ziekenhuis in Istanboel. 
- International Standard Name Identifier: 0000 0004 0347 9635
- Library of Congress Control Number: n2013025267
- Virtual International Authority File: 300314568
- WorldCat: E39PBJfxdH49TVMPPQY3rykbh3